# Прателла, Франческо Балилла
Франческо Балилла Прателла (итал. Francesco Balilla Pratella; 1 февраля 1880 года, Луго, королевство Италия — 17 мая 1955 года, Равенна, Италия) — итальянский композитор и музыковед. Сторонник футуризма в музыке. Автор «Технического манифеста футуристической музыки» (1911), в котором главными чертами музыки будущего объявил атонализм, энгармонизм, абсолютную полифонию и свободный ритм.

## Биография
Франческо Балилла Прателла родился в итальянском Луго 1 февраля 1880 года. Начальное музыкальное образование получил в раннем детстве у отца, который хорошо играл на гитаре. В 1899 году был принят в консерваторию Пезаро, где учился у Пьетро Масканьи и Антонио Чиконьяни. В 1903 году завершил образование, получив диплом композитора.
Переехал в Париж, где познакомился с Луиджи Руссоло и присоединился к группе художников-футуристов. До знакомства с Филиппо Томмазо Маринетти и присоединения к футуристическому движению, занимался исследованием народных песен Романьи. Написал пять симфонических поэм, создав цикл «Романья», который позднее послужил основой для оперы в трёх действиях на романском диалекте «Розалина дей Вергони» (итал. Rosellina dei Vergoni). Одержал победу на конкурсе «Баруцци» в 1909 году, проходившем в городском театре Болоньи. Исполнил интермеццо «Розалины дей Вергони» в муниципальном театре в Имоле 20 августа 1910 года. Здесь впервые встретился с Филиппо Томмазо Маринетти, с которым до этого только переписывался.
11 января 1910 года опубликовал «Манифест музыкантов-футуристов», вслед за которым 11 марта 1911 года издал «Технический манифест футуристической музыки» и 18 июля 1912 года «Уничтожение квадратуры».
С 1911 года жил на вилле близ Порта Фаэнца, где частыми гостями были художники, музыканты и писатели, единомышленники композитора. Участниками «лугезских артистичеких посиделок» были Джорджо Моранди и Освальдо Личини, молодые Джакомо Веспасиани и Филиппо де Пизис, писатель Риккардо Баккели, скульптор Доменико Рамбелли, художники Роберто Селла и Нино Пази.
В 1912 году в Болонье издательством Бонджованни была опубликована книга под названием «Музыка футуристов», в которой творчество Франческо Балиллы Прателлы представлено, как точка отсчета в возникновении футуристической музыки. «Гимн жизни» (итал. Inno alla vita), первое футуристическое сочинение композитора, впервые исполнено в театре Костанци в Риме 21 февраля 1913 года, на «футуристическом вечере». В том же году начал работу над второй футуристической оперой «Авиатор Дро» (итал. L'aviatore Dro), в которой ввёл в оркестр народные инструменты и дудки. Премьера оперы 4 сентября 1920 года на сцене театра Россини в Луго прошла с успехом.
Пример свободного ритма композитор продемонстрировал в своей известной камерной опере «Белая дорога» (итал. La strada bianca). Полная свобода выражения, провозглашенная Филииппо Томмазо Маринетти в поэзии, была перенесена Франческо Баллилой Претеллой в музыку. В 1915 году в Милане познакомился с Сергеем Стравинским, Сергеем Дягилевым, Леонидом Мясиным и Сергеем Прокофьевым. Его увлечение национализмом привело к дистанцированию от музыки Клода Дебюсси, Арнольда Шёнберга, Густава Малера и Мориса Равеля.
С 1920 года Франческо Балилла Прателла окончательно поселился в Романье, где познакомился с музыкантом Чезаре Мартуцци, вместе с которым заложил основу для систематического исследования фольклора Романьи. В 1920 году стал одним из основателей журнала (итал. La Piê), посвящённого культуре Романьи. В мае 1922 года Франческо Балилла Прателла и Чезаре Мартуцци создали хор, исполнявший исключительно романские песни. «Романьольские певцы» (итал. Canterini Romagnoli) из Луго выступают и сегодня. В последующие годы отношения между двумя музыкантами полностью прервалась по политическим причинам. Франческо Балилла Прателла присоединился к фашистам, Чезаре Мартуцци был сторонником республиканцев.
Для экспериментального театра Антона Джулио Брагальи композитор сочинил «Дьявольский менуэт» (итал. Minuetto diabolico) и «Пляски войны» (итал. Danze di guerra). Им были написаны интермеццо для драмы Филиппо Томмазо Маринетти «Огненный барабан». Он также сочинил музыку для футуристичеких пантомим «Фабрикант Бога» (итал. Il fabbricatore di Dio) и «Из народного» (итал. Popolaresca).
Франческо Балилла Прателла умер 17 мая 1955 года в Равенне.

## Творческое наследие
Творческое наследие композитора включает 4 оперы, ряд инструментальных и вокальных сочинений, сочинения по теории футуризма в музыке.